# VESA
Video Electronics Standards Association (VESA) — асоціація стандартизації відеоелектроніки, заснована в 1989 році компанією NEC Home Electronics і вісьмома іншими виробниками відеоадаптерів. Первинним завданням асоціації було створення стандарту Super Video Graphics Array (800x600 пікселів) для відеодисплеїв. Після цього, VESA продовжила створювати стандарти, які в основному відносилися до функціонування відео периферії в IBM-сумісних комп'ютерах. 

## Стандарти, створені VESA
- VESA DDC — цифрова шина (I2C) для обміну службовими даними між монітором і відеокартою, присутній навіть у моніторах 15-річної давності
- VESA Feature Connector — роз'єм застарілої 8-бітної шини для зв'язку між відеокартою і який-небудь картою розширення
- VESA Local Bus (VLB) — шина для відеоадаптерів
- VESA BIOS Extensions (VBE) — розширення для BIOS, що використовувалися для підтримки додаткових відеорежимів (більші роздільні [1]здатності і глибини кольору)
- VESA Enhanced Video Connector — застарілий стандарт для зменшення кількості кабелів між комп'ютерами
- Flat Display Mounting Interface (FDMI) — кріплення для дисплеїв з пласким екраном
- Extended display identification data (EDID) — стандарт формату даних VESA, який передає базову інформацію про підключені монітори і його можливості
- VESA Display Power Management Signaling (DPMS) — управління живленням монітора з допомогою сигналів. Дозволяє опитувати монітори про підтримувані типи енергоощадних режимів
- DisplayPort — інтерфейс для з'єднання аудіо та відео апаратури, початкова версія стандарту була прийнята в 2006 році
- Monitor Control Command Set (MCCS)
- DisplayID
- Digital Packet Video Link (DPVL)
- VESA Stereo
- Flat Panel Display Interface (FPDI)
- Generalized Timing Formula (GTF)
- Coordinated Video Timings (CVT)
- Display Monitor Timing (DMT)
- VESA Video Interface Port (VIP)
- VESA Enhanced Video Connector